# Olympiahalle

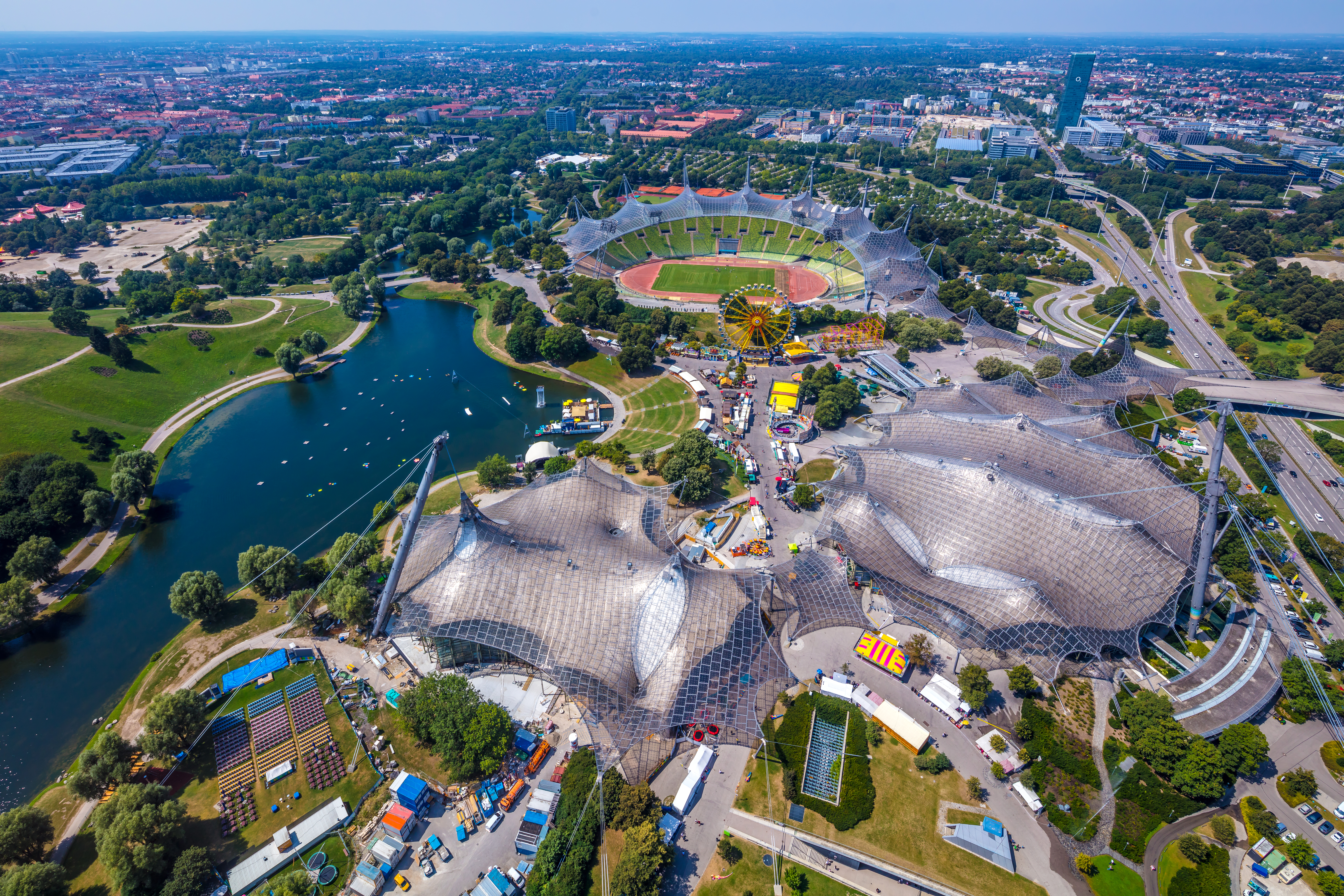
Olympiapark in 2018 met de Olympiahalle (rechts), Olympia Schwimmhalle (links) en het Olympisch Stadion

De Olympiahalle is een multifunctionele arena in de Duitse stad München. De arena is onderdeel van het Olympiapark en werd geopend op 27 augustus 1972. Met een capaciteit van 15.500 behoort het tot de vijf grootste indoorarena's van Duitsland.

## Concerten
Verschillende popartiesten maakten een stop in de Olympiahalle. Een overzicht van enkele wereldtournees en artiesten die de arena passeerden: 
- Bryan Adams (1987, 1992, 1997, 2002, 2004, 2005, 2007, 2008, 2012, 2014, 2016, 2019, 2022, 2024)
- David Bowie (1976, 1978, 1990, 1997, 2002, 2003)
- Tina Turner (10x met Wildest Dreams Tour in 1996)
- Status Quo (1977, 1978, 1982, 2010, 2016, 2022)
- P!nk (2004, 2006, 2009, 2013)
- Shakira (2003, 2007, 2010, 2018)
- Volbeat (2013, 2016, 2019, 2022)
- Kylie Minogue (2002, 2005, 2008, 2011)
- Dua Lipa (met Future Nostalgia Tour en Radical Optimism Tour)
- Britney Spears (2000, 2004)
- Coldplay (2008 met Viva la Vida Tour)
- Rihanna (2011 met Loud Tour)
- Harry Styles (met Love on Tour)
- Shawn Mendes (met Shawn Mendes: the Tour)
- Jennifer Lopez (2012)